# Giulia Franceschetti
Giulia Franceschetti (Roma, 6 maggio 1993) è una doppiatrice italiana.

## Carriera
Ha prestato la voce ad attrici quali Dakota Fanning, AnnaSophia Robb e Margaret Qualley. Tra le altre attrici da lei doppiate Emeraude Toubia in Shadowhunters, Bella Thorne in A tutto ritmo, Nicola Peltz in Transformers 4 - L'era dell'estinzione e Eliza Bennett in Nanny McPhee - Tata Matilda, oltre a Naomi Scott in Aladdin e Charlie's Angels.

## Doppiaggio

### Film
- Dakota Fanning in Il gatto... e il cappello matto, Man on Fire - Il fuoco della vendetta, Nascosto nel buio, Dreamer - La strada per la vittoria, La vita segreta delle api, Winged Creatures - Il giorno del destino, Tutto ciò che voglio, C'era una volta a... Hollywood, The Equalizer 3 - Senza tregua, The Watchers - Loro ti guardano
- Alexandra Shipp in Tuo, Simon, Doppia colpa, Shaft, Endless, Tutti tranne te
- Margaret Qualley in Death Note - Il quaderno della morte, Strange But True, Native Son, Drive-Away Dolls, Kinds of Kindness
- Bella Thorne in Insieme per forza, A tutto ritmo - In Giappone, Infamous - Belli e dannati, Chick Fight - Le ragazze del ring
- Naomi Ackie in Star Wars - L'ascesa di Skywalker, Whitney - Una voce diventata leggenda, Blink Twice, Mickey 17
- AnnaSophia Robb in Il mio amico a quattro zampe, I segni del male, Corsa a Witch Mountain
- Laine MacNeil in Diario di una schiappa, Diario di una schiappa 2 - La legge dei più grandi, Diario di una schiappa - Vita da cani
- Nicola Peltz in Transformers 4 - L'era dell'estinzione, Transformers - L'ultimo cavaliere, Our House
- Cardi B in Le ragazze di Wall Street - Business Is Business, Fast & Furious 9 - The Fast Saga, Fast X
- Diana Silvers in Ma, La rivincita delle sfigate
- Sasha Lane in La diseducazione di Cameron Post, Hellboy
- Chloë Grace Moretz in (500) giorni insieme, The Equalizer - Il vendicatore
- Quinn Shephard in Mi sono perso il Natale, Il sole a mezzanotte - Midnight Sun
- Naomi Scott in Aladdin, Charlie's Angels
- Eliza Bennett in Nanny McPhee - Tata Matilda, Inkheart - La leggenda di cuore d'inchiostro
- Juno Temple in Diario di uno scandalo
- Lily Collins in Shadowhunters - Città di ossa
- Kaya Scodelario in Crawl - Intrappolati
- Grace Palmer in Resta con me
- Jaz Sinclair in Slender Man
- Meredith Hagner in Come far perdere la testa al capo
- Charlie Ray in Innamorarsi a Manhattan
- Ebony Obsidian in Se la strada potesse parlare
- Morgan York in Missione tata
- Lorelei Linklater in Boyhood
- Brittany Ashworth in Crucifixion - Il male è stato invocato
- Virginia Gardner in Halloween
- Lola Kirke in Fallen
- Jessica Sutton in The Kissing Booth
- Stefania LaVie Owen in Krampus - Natale non è sempre Natale
- Rebecca Griffiths in Fish Tank
- Hannah Murray in Codice fantasma
- Taissa Farmiga in The Final Girls
- Stefanie Scott in I.T. - Una mente pericolosa
- Lucy Boynton in Miss Potter
- Shélan O'Keefe in Grace Is Gone
- Savannah Stehlin in La neve nel cuore
- Paige Meade in Attack the Block - Invasione aliena
- Flora Cross in Il matrimonio di mia sorella
- Haley Ramm in Flightplan - Mistero in volo
- Becca Gardner in Il vento del perdono
- Laura Greenwood in I fratelli Grimm e l'incantevole strega
- Dominique Jackson in Guida galattica per autostoppisti
- Zsa Zsa Inci Bürkle in Galline da salvare
- Raph in Ma Loute
- Bianca Ana Tudorica in My Name Is Modesty
- Raven Goodwin in Station Agent
- Genevieve Buechner in The Final Cut
- Sarah Suco in Le invisibili
- Valentine Cadic in Le nostre battaglie
- Karidja Touré in Nelle tue mani
- Rebecca Marder in Parlami di te
- Solène Biasch in 36 Quai des Orfèvres
- Georgina Amorós in Tini - La nuova vita di Violetta
- Andrea Ros in Salvador - 26 anni contro
- Spela Novak in Class Enemy
- Kaya Wilkins in Thelma
- Lina Leandersson in Lasciami entrare
- Sara Santostasi in I giorni dell'abbandono
- Nadir Caselli in La musica del silenzio
- Pauline Burlet in La Vie en rose
- Cara O'Connell in Boston - Caccia all'uomo
- Stefanie Scott in Il gioco della follia
- Ella Rae Peck in The Call
- Katie Stevens in Polaroid
- Celia Rowlson-Hall in Vox Lux
- Zoey Deutch in Zombieland - Doppio colpo
- Olivia DeJonge in Elvis
- Camille Lou in I viziati
- Ella Cannon in Gli alberi della pace
- Sophia Ali in Dolci e spezie dall'India
- Bruna Marquezine in Blue Beetle
- Alia Bhatt in Heart of Stone
- Aïsha Ben Miled in Un divano a Tunisi
- Ezgi Senler in In buone mani
- Ece Çesmioglu in L'estate passata
- Miriam Alshagrawi in Naga
- Heo Yi-jae in A Dirty Carnival
- Madelaine Petsch in La scelta del destino
- Li Yu-chun in Bodyguards and Assassins
- Camilla de Lucas in I vantaggi del tradimento
- Sara Santostasi in I giorni dell'abbandono
- Patsy Ferran in Tom & Jerry
- Lydia Peckham ne Il regno del pianeta delle scimmie
- Charlee Fraser in Furiosa: A Mad Max Saga
- Taylour Paige in Un piedipiatti a Beverly Hills - Axel F
- Claire Bender in Happy Ending - Il segreto della felicità
- Genneya Walton in Darby Harper - Consulenza fantasmi
- Aileen Wu in Alien: Romulus
- Michalina Łabacz in Il divorzio
- Clark Backo in Venom: The Last Dance
- Aoife Hinds in We Live in Time - Tutto il tempo che abbiamo
- Katy O'Brian in Mission: Impossible - The Final Reckoning
- Sarah Pidgeon in So cosa hai fatto

### Film d'animazione
- Mertle Edmonds in Lilo & Stitch
- Olivia in Red e Toby 2 - Nemiciamici
- Hanna in Ortone e il mondo dei Chi
- Nao in I sospiri del mio cuore
- Yuuko Kato in La collina dei papaveri
- Agatha Prenderghast in ParaNorman
- Sakura Yamauchi in Voglio mangiare il tuo pancreas
- Cugina in Una tomba per le lucciole (ridoppiaggio 2015)
- Elsa a 12 anni in Frozen - Il regno di ghiaccio
- Jessica Keynes in Miraculous World: New York, Eroi Uniti
- Michiru Kaiou / Sailor Neptune in Pretty Guardian Sailor Moon Cosmos - Il film
- Serena in Craig: il film

### Serie televisive
- Bella Thorne in A tutto ritmo, I maghi di Waverly, A tutto ritmo - In Giappone, Buona fortuna Charlie, Scherzi da star, Famous in Love
- Margaret Qualley in The Leftovers - Svaniti nel nulla, Maid
- Madeleine Madden in Picnic at Hanging Rock, Pine Gap
- Brec Bassinger in Bella e i Bulldogs, Vampiro per caso
- Meaghan Martin in Camp Rock, Camp Rock 2: The Final Jam
- Tati Gabrielle in Caleidoscopio, The Last of Us
- Emma D'Arcy in House of the Dragon
- Dakota Blue Richards in Skins
- Kirsten Prout in NCIS - Unità anticrimine
- Poppy Drayton in The Shannara Chronicles
- Madelaine Petsch in Riverdale
- Paige Spara in The Good Doctor
- Tessa Mossey in La verità sul caso Harry Quebert
- Sami Gayle in Blue Bloods
- Zoe Levin in Red Band Society
- Haley Ramm in Chasing Life
- Jacqueline Byers in Salvation
- Maddie Hasson in Twisted
- Brooke Palsson in Between
- Emeraude Toubia in Shadowhunters
- Rachel Fox in Desperate Housewives
- Emmy Clarke in Monk (2ª voce e princ.)
- Quinn Shephard in Hostages
- Samira Wiley in Orange Is the New Black
- Jane Levy e Emma Greenwell in Shameless
- Gus Birney in La nebbia
- Ana Golja in Degrassi: Next Class
- Clara Mamet in Vicini del terzo tipo
- Stefanie Scott in A.N.T. Farm - Accademia Nuovi Talenti
- Jessica Amlee in Heartland
- Lydia Jordan in Kidnapped
- Britt McKillip in Dead Like Me
- Samantha Browne-Walters in Una mamma quasi perfetta
- Keara Graves in Lost & Found Music Studios
- Gabrielle Green in Wolfblood - Sangue di lupo
- Isabel Durant in Mako Mermaids - Vita da tritone
- Poppy Rogers in Amiche del cuore
- Lou-Jeanne Maraval e Samantha Brou in Il giudice e il commissario
- Georgina Amorós in Il sospetto
- Laura Bellini in Trust
- Danielle Chuchran in La casa nella prateria
- Meaghan Ory in Quel complicato viaggio di Natale
- Sarah Jeffery in Descendants e Descendants 3
- Seychelle Gabriel in Il caso Novack
- Hallie Kate Eisenberg in La scelta di Paula
- Jennie Garland in Una star in periferia
- Alicia von Rittberg in In viaggio con Elsa
- Malena Ratner in Soy Luna
- Minerva Casero in Heidi Bienvenida
- Dakota Fanning in Friends
- Maggie Geha in Gotham
- Eden Sher in Sonny tra le stelle
- Zoé De Grand Maison in Capelli ribelli
- Alexa Vega in Big Time Rush
- Angel Theory in The Walking Dead
- Diona Reasonover in NCIS - Unità anticrimine
- Diane Guerrero in Doom Patrol
- Dilan Çiçek Deniz in Interrupted - L'amore incompiuto
- Rachel Keller in The Society
- Jenna Boyd in Atypical
- Charlotte Nicdao in Mythic Quest
- Şifanur Gül in Yaratilan - La creatura
- Shelby Flannery in The 100
- Lydia Peckham in Cowboy Bebop
- Simone Ashley in Bridgerton
- Moses Ingram in Obi-Wan Kenobi
- Sujaya Dasgupta in Tenebre e Ossa
- Klara Deutschmann ne I Wildenstein[1]
- Tilda Cobham-Hervey in Ascolta i fiori dimenticati
- Devery Jacobs in Echo
- Valerie Huber in Kitz[2]
- Lee Joo-young in The 8 Show
- Jade Anouka in Dune: Prophecy

### Serie animate
- Mertle Edmonds in Lilo & Stitch
- Clara in La principessa Lillifee
- Cora in Chi Rho - I misteri del tempo
- Rico in Gunslinger Girl
- Michiru Kaiou / Sailor Neptune in Pretty Guardian Sailor Moon Crystal
- Mina Beff in Grojband
- Jiang Lihua / Tianzi in Code Geass: Lelouch of the Rebellion
- Kate in Dora and Friends in città
- Principessa Harumi/ Il Silenzioso in LEGO Ninjago
- Audrey in Descendants: Wicked World
- Sarah in Looped - È sempre lunedì
- Samey in A tutto reality - L'isola di Pahkitew
- Ellody in A tutto reality presenta: Missione Cosmo Ridicola
- Mary Kate (MK) in A tutto reality - L'isola: Il ritorno
- Karura in Naruto
- Nashiro in Tokyo Ghoul
- Nocciolina in I pirati della porta accanto
- Entrapta in She-Ra e le principesse guerriere
- Meteora da teenager in Marco e Star contro le forze del male
- Haru in Beastars
- Mirana in Dota: Dragon's Blood
- Polly Plantar in Anfibia
- Tassia in Dragon Age: Absolution
- Yasmina Fadoula in Jurassic World - Nuove avventure
- Teela / Sorceress in He-Man and the Masters of the Universe
- Kahhori in What If...? - 2 episodi
- Vaggie in Hazbin Hotel
- Giada E. Fiore in Fairy Tail
- Yi Nai in Il piccolo yeti e la citta invisibile
- Lizzy in Murder Drones